# U-288
Unterseeboot 288 foi um submarino alemão do Tipo VIIC, pertencente a Kriegsmarine que atuou durante a Segunda Guerra Mundial.

## Comandantes
| Comandante        | Data                                     |
| ----------------- | ---------------------------------------- |
| Oblt. Willy Meyer | 26 de junho de 1943 - 3 de abril de 1944 |

## Subordinação
Durante o seu tempo de serviço, esteve subordinado às seguintes flotilhas:
| Período                                       | Flotilha                                  |
| --------------------------------------------- | ----------------------------------------- |
| 26 de junho de 1943 - 31 de janeiro de 1944   | 8. Unterseebootsflottille (treinamento)   |
| 1 de fevereiro de 1944 - 3 de abril de 1944 1 | 3. Unterseebootsflottille (serviço ativo) |

## Operações conjuntas de ataque
O U-288 participou das seguinte operações de ataque combinado durante a sua carreira:
- Rudeltaktik Boreas (2 de março de 1944 - 5 de março de 1944)
- Rudeltaktik Orkan (5 de março de 1944 - 10 de março de 1944)
- Rudeltaktik Blitz (24 de março de 1944 - 30 de março de 1944)
- Rudeltaktik Hammer (30 de março de 1944 - 3 de abril de 1944)